# Percy Charles Hugh Wyndham
Percy Charles Hugh Wyndham  (* 23. September 1864; † 6. Oktober 1943 in Rogate, Sussex) war ein britischer Diplomat.

## Leben
Seine Eltern waren Charlotte Elizabeth Scott und der britische Diplomat Sir George Hugh Wyndham. Percy Wyndham studierte in Eton bis Weihnachten 1881 und wurde im Juli 1888 Bachelor of Arts am New College in Oxford.
Am 27. Mai 1890 wurde Wyndham zum Attaché ernannt. 1891 bis 1895 hatte er seinen ersten Auslandseinsatz in Berlin unter Botschafter Edward Malet. Nach Malets Pensionierung wurde Wyndham nach Teheran, 1897 nach Wien, dann nach Konstantinopel und 1900 Madrid versetzt. 1901 kam er nach Washington, D.C., wo er 1902 Botschaftssekretär zweiter Klasse war, und blieb vier Jahre in den USA. Nach einem Aufenthalt in Venezuela kehrte er 1906 nach Europa zurück. Er blieb bis 1908 in Brüssel, wo er die Botschaftskanzlei leitete (Head of the Chancery). Er nahm dort als Sekretär der britischen Delegation an der African Liquor Conference (1906) und der Arms Traffic Conference (1908) teil. Im September 1908 wurde er zum Counsellor befördert und ging mit Botschafter Rennell Rodd, 1. Baron Rennell nach Rom.
1911 wurde Wyndham zum Gesandten (Minister) in Bogotá ernannt. Mit Ausbruch des Ersten Weltkriegs konnte er Kolumbien nicht mehr verlassen und blieb bis nach dem Waffenstillstand dort. Für seinen Einsatz in Südamerika wurde er anschließend mit der Ernennung zum Knight Commander des Order of St Michael and St George (KCMG) geehrt.
1919 war Percy Charles Hugh Wyndham zuerst Geschäftsträger und später Botschafter bei Józef Piłsudski.
Józef Hallers Blaue Armee wurde nach Polen verlegt, um dort Bolschewiki zu bekämpfen.
Am 17. April 1919 war Lida durch die polnische Armee besetzt worden und 39 Juden ermordet worden.
Am 19. April 1919 wurden 55 Juden ermordet, als polnische Truppen Wilna besetzten.
Die polnische Armee warf den Juden vor, den Bolschewiki während der Straßenkämpfe geholfen zu haben.
Am 18. Mai 1919 verneinte Wyndham, dass in Wilna ein Pogrom stattgefunden hätte. Am 19. Mai 1919 versuchte Wyndham, Piłsudski von einem Waffenstillstand zu überzeugen.
Bei den Friedensverhandlungen in Versailles beharrte Piłsudski darauf, dass die Ölregion Drohobycz-Boryslaw polnisch wäre, selbst wenn dadurch weitere polnische Gebietsansprüche nicht befriedigt würden. Wyndham und Piłsudski diskutierten am 19. Mai 1919 in Warschau die Zukunft der Ölfelder, als die polnische Armee in Boryslaw in der Ukraine einmarschierte.
Im September 1919 kehrte Wyndham nach England zurück und ging im Folgejahr in den Ruhestand. 1943 starb er im Alter von 79 Jahren in seinem Zuhause in Rogate, einem Dorf in Sussex.